# Décès en 871
Décès
- 867
- 868
- 869
- 870
- 871
- 872
- 873
- 874
- 875

Cette page dresse une liste de personnalités mortes au cours de l'année 871 :
- 4 janvier : Æthelwulf, ealdorman du Berkshire, tué à la bataille de Reading.
- 8 janvier : Bagsecg, roi viking de la Grande Armée, tué à la bataille d'Ashdown.
- mars : Heahmund, évêque de Sherborne, tué à la bataille de Meretun.
- après le 15 avril : Æthelred, roi du Wessex[1].
- 1er août : Eudes Ier, comte de Troyes.

- Ibn 'Abd al-Hakam, historien égyptien malikite qui écrivit l'ouvrage Conquête de l'Egypte, de l'Afrique du Nord et de l'Espagne.
- Gwgon ap Meurig, roi de Ceredigion et d'Ystrad Tywi c'est-à-dire le Seisyllwg dans le sud-ouest du Pays de Galles.
- Georges Ier, ou Georges Aghtsépéli, roi d'Abkhazie.
- Arnulf, vingt-huitième évêque de Toul.
- Dae Geonhwang, douzième roi du royaume de Balhae en Corée.
- Olaf le Blanc, roi viking de Dublin.

## Crédit d'auteurs
- Cet article est partiellement ou en totalité issu de l'article intitulé « 871 » (voir la liste des auteurs).